# Mizuki Masafumi
Masafumi Mizuki (sinh ngày 1 tháng 8 năm 1974) là một cầu thủ bóng đá người Nhật Bản.

## Sự nghiệp câu lạc bộ
Masafumi Mizuki đã từng chơi cho Kashima Antlers và Avispa Fukuoka.